# Catasetum fuchsii
Catasetum fuchsii är en orkidéart som beskrevs av Dodson och Roberto Vásquez. Catasetum fuchsii ingår i släktet Catasetum och familjen orkidéer. Inga underarter finns listade i Catalogue of Life.